# Günter Wunderlich
Günter Wunderlich (* 6. November 1925) war Fußballspieler in Chemnitz bzw. Karl-Marx-Stadt und spielte für die BSG Chemie Karl-Marx-Stadt in der DDR-Oberliga, der höchsten Spielklasse des DDR-Fußball-Verbandes.

## Sportliche Laufbahn
Wunderlich gehörte nach dem Ende des Zweiten Weltkriegs zu den Sportlern, die am Neuaufbau des Chemnitzer Fußballsports beteiligt waren. Er war Spieler der Sportgemeinschaft Chemnitz Nord, die ab 1946 um die Chemnitzer, später um die sächsische Fußballmeisterschaft spielte.
1948 wurde er von der neu gegründeten Betriebssportgemeinschaft (BSG) Fewa Chemnitz übernommen, die 1950 zu den Gründungsgemeinschaften der neu ins Leben gerufenen zweitklassigen DDR-Liga gehörte. In deren erster Saison war Wunderlich als linker Verteidiger Stammspieler der Chemnitzer BSG, die sich noch im Laufe der Saison in Chemie Chemnitz umbenannte. Mit 16 Einsätzen hatte Wunderlich lediglich zwei Saisonpunktspiele verpasst. Seine zweite DDR-Liga-Spielzeit verlief mit nur elf absolvierten Partien wenig erfolgreich. Während er in der Hinrunde nur zweimal spielte, kam er wenigstens in der Rückrunde in neun von elf Begegnungen zum Zuge, in diesen Spielen als rechter Mittelfeldspieler. Das Mittelfeld war auch 1952/53 Wunderlichs Position, der diesmal in 17 von 24 Punktspielen aufgeboten wurde. In seiner vierten Zweitligasaison spielte Wunderlich in 22 von 26 Meisterschaftsspielen fast durchgängig im linken Mittelfeld und schoss diesmal auch seine beiden einzigen Punktspieltore in der DDR-Liga für die BSG, die sich inzwischen nach der Stadtumbenennung Chemie Karl-Marx-Stadt nannte. Die Karl-Marx-Städter schlossen die Saison als Aufsteiger in die DDR-Oberliga ab. Wunderlich bestritt nur noch die ersten sechs Oberligaspiele der Saison 1954/55, danach wurde er in der ersten Mannschaft nicht mehr aufgeboten. Seit Einführung der DDR-Liga hatte er innerhalb von fünf Spielzeiten 72 Punktspiele absolviert und dabei zwei Tore erzielt.
Später gelang ihm als Trainer noch einmal Aufmerksamkeit in der Karl-Marx-Städter Region, als er 1962 als Trainer die BSG Einheit Gersdorf in die zu dieser Zeit viertklassige Bezirksliga Karl-Marx-Stadt führte.